# Баррету, Бруну
Бруну Вилела Баррету Боржес (порт.-браз. Bruno Villela Barreto Borges; род. 16 марта 1955, Рио-де-Жанейро) — бразильский кинорежиссёр.

## Биография
Бруну Баррету родился в семье известного бразильского фотографа и режиссёра Луиса Карлоса Баррету. С детства Бруну Баррету благодаря своему отцу был близок к съёмочной площадке, с самой молодости он самостоятельно начал снимать короткометражные фильмы.
С 1996 по 2005 год жил в США пока был женат на Эми Ирвинг.

## Фильмография
- 1973 — Девочка Тати / Tati
- 1974 — Восходящая звезда / A Estrela Sobe
- 1976 — Дона Флор и два её мужа / Dona Flor e Seus Dois Maridos
- 1981 — Поцелуй на асфальте / O Beijo No Asfalto
- 1983 — Габриэлла / Gabriela, Cravo e Canela
- 1986 — Кроме страсти / Além da Paixão
- 1987 — Занятые романтикой / Romance da Empregada
- 1990 — Демонстрация силы / A Show of Force
- 1993 — Сердце справедливости / The Heart of Justice
- 1995 — Увлёкшийся / Carried Away
- 1997 — Четыре дня в сентябре / O Que É Isso, Companheiro?
- 1998 — Крутой полицейский / One Tough Cop
- 2000 — Боссанова / Bossa Nova
- 2003 — Вид сверху лучше / View from the Top
- 2005 — Брак Ромео и Джульетты / O Casamento de Romeu e Julieta
- 2007 — Вспомогательный счёт / Caixa Dois
- 2008 — Последняя остановка 174-го / Última Parada 174
- 2011 — Любовь в четырёх действиях / Amor em 4 Atos
- 2013 — Редкие цветы / Flores Raras
- 2013 — Кро / Crô: O Filme